# Rheum sublanceolatum
Rheum sublanceolatum är en slideväxtart som beskrevs av C. Y. Cheng & T. C. Kao. Rheum sublanceolatum ingår i släktet rabarbersläktet, och familjen slideväxter. Inga underarter finns listade i Catalogue of Life.